# Daniel Papebroch
Daniel Papebroch (Daniël van Papenbroeck in olandese, Daniel van Papenbroeck in francese e Daniel Papebroch in tedesco; Anversa, 17 marzo 1628 – Anversa, 28 giugno 1714) è stato un gesuita, storico e diplomatista belga.

## Biografia
Entrò nella Compagnia di Gesù nel 1646. Collaboratore di Jean Bolland e Godefroid Henschen; dal 1660 al 1662 viaggiò per tutta Europa alla ricerca di antichi manoscritti inediti. Curò la pubblicazione di 19 volumi degli Acta Sanctorum. Negò la validità storica della derivazione dei Carmelitani dal profeta Elia e venne per questo da loro duramente attaccato. Alla polemica con l'ordine seguì la condanna dell'Inquisizione spagnola nel 1695 che però rivide la propria posizione nel 1715, riabilitando il Papebroch, deceduto da appena un anno.
Il dotto bollandista fu il primo a pubblicare, nel 1685, i Notamenti (o Diurnali) di Matteo Spinelli da Giovinazzo, traducendo i testi napoletani in latino, poi riconosciuti falsi da Wilhelm Bernhardi nel 1868.